# Campeonato Europeo de Gimnasia Artística de 2008
El XXVIII Campeonato Europeo de Gimnasia Artística se celebró en dos sedes distintas: el torneo femenino en Clermont-Ferrand (Francia) del 3 al 6 de abril y el torneo masculino en Lausana (Suiza) del 8 al 11 de mayo de 2008, bajo la organización de la Unión Europea de Gimnasia (UEG).
Las competiciones se efectuaron en la Maison des Sports de la ciudad francesa y en el pabellón Malley de la ciudad helvética, respectivamente. 

## Países participantes
Participaron en total 300 gimnastas (166 hombres y 134 mujeres) de 41 federaciones nacionales de Europa afiliadas a la UEG:
| - Albania (3/-) - Alemania (5/5) - Armenia (2/) - Austria (5/5) - Azerbaiyán (1/-) - Bélgica (2/5) - Bielorrusia (5/1) - Bulgaria (5/5) - Chipre (5/5) - Croacia (5/3) - Dinamarca (5/1) | - Eslovaquia (2/1) - Eslovenia (5/2) - España (5/2) - Finlandia (5/5) - Francia (5/5) - Georgia (2/-) - Grecia (5/5) - Hungría (5/5) - Irlanda (2/4) | - Islandia (4/4) - Israel (5/4) - Italia (5/5) - Letonia (5/2) - Lituania (2/2) - Luxemburgo (1/1) - Moldavia (1/-) - Noruega (5/5) - Países Bajos (5/5) - Polonia (5/5) - Portugal (5/3) | - Reino Unido (5/5) - República Checa (5/4) - Rumania (5/5) - Rusia (5/5) - Serbia (5/-) - Suecia (5/5) - Suiza (5/5) - Turquía (4/2) - Ucrania (5/5) |

## Resultados

### Masculino
| Evento                       | Oro | Plata                                                                                              | Bronce |
| ---------------------------- | --- | -------------------------------------------------------------------------------------------------- | --- |
| Suelo (11.05)                | Anton Golotsutskov · Rusia · 15,700                                                                             | Răzvan Dorin Șelariu · Rumania · 15,650                                                            | Fabian Hambüchen · Alemania · 15,373                                                                        |
| Caballo con arcos (11.05)    | Krisztián Berki · Hungría · 16,025                                                                              | Filip Ude · Croacia · 15,625                                                                       | Robert Seligman · Croacia · 15,550                                                                          |
| Anillas (11.05)              | Yuri van Gelder · Países Bajos · 16,500                                                                         | Yordan Yovchev Bulgaria 16,200                                                                     | Danny Pinheiro-Rodrigues Francia 16,050                                                                     |
| Salto de potro (11.05)       | Leszek Blanik · Polonia · 16,562                                                                                | Dmitri Kaspiarovich · Bielorrusia · 16,400                                                         | Daniel Popescu · Rumania · 16,350                                                                           |
| Paralelas (11.05)            | Mitja Petkovšek Eslovenia 16,025                                                                                | Yann Cucherat Francia 16,000                                                                       | Nikolai Kriukov · Rusia · 15,875                                                                            |
| Barra fija (11.05)           | Fabian Hambüchen · Alemania · 16,025                                                                            | Vlasios Maras · Grecia · 15,850                                                                    | Aljaž Pegan Eslovenia Ümit Şamiloğlu Turquía 15,300                                                         |
| Concurso por equipos (10.05) | Rusia · Maxim Deviatovski · Serguei Jorojordin · Nikolai Kriukov · Yuri Riazanov · Anton Golotsutskov · 272,450 | Alemania · Fabian Hambüchen · Philipp Boy · Marcel Nguyen · Robert Weber · Robert Juckel · 269,575 | Rumania · Flavius Koczi · Daniel Popescu · Răzvan Dorin Șelariu · Robert Stănescu · Cosmin Malița · 268,950 |

### Femenino
| Evento                       | Oro                                                                                       | Plata | Bronce                                                                   |
| ---------------------------- | ----------------------------------------------------------------------------------------- | --- | ------------------------------------------------------------------------ |
| Salto de potro (06.04)       | Oksana Chusovitina · Alemania · 14,812                                                    | Carlotta Giovannini · Italia · 14,662                                                                        | Francesca Benolli · Italia · 14,462                                      |
| Barras asimétricas (06.04)   | Ksenia Semenova · Rusia · 15,900                                                          | Steliana Nistor · Rumania · 15,800                                                                           | Dariya Zgoba · Ucrania · 15,625                                          |
| Barra (06.04)                | Ksenia Semenova · Rusia · 15,950                                                          | Sandra Izbaşa · Rumania · Alina Kozich · Ucrania · 15,450                                                    | —                                                                        |
| Suelo (06.04)                | Sandra Izbaşa · Rumania · 15,775                                                          | Elizabeth Tweddle Reino Unido 15,525                                                                         | Anamaria Tămârjan · Rumania · 14,975                                     |
| Concurso por equipos (05.04) | Rumania · Gabriela Drăgoi · Sandra Izbaşa · Steliana Nistor · Anamaria Tămârjan · 181,525 | Rusia · Ksenia Afanasyeva · Svetlana Klyukina · Karina Miasnikova · Anna Pavlova · Ksenia Semenova · 179,475 | Francia Laëtitia Dugain Pauline Morel Marine Petit Cassy Vericel 177,175 |

## Medallero
| Núm. | País         | Oro | Plata | Bronce | Total |
| ---- | ------------ | --- | ----- | ------ | ----- |
| 1    | Rusia        | 4   | 1     | 1      | 6     |
| 2    | Rumania      | 2   | 3     | 3      | 8     |
| 3    | Alemania     | 2   | 1     | 1      | 4     |
| 4    | Eslovenia    | 1   | 0     | 1      | 2     |
| 5    | Hungría      | 1   | 0     | 0      | 1     |
| 5    | Países Bajos | 1   | 0     | 0      | 1     |
| 5    | Polonia      | 1   | 0     | 0      | 1     |
| 8    | Francia      | 0   | 1     | 2      | 3     |
| 9    | Croacia      | 0   | 1     | 1      | 2     |
| 9    | Italia       | 0   | 1     | 1      | 2     |
| 9    | Ucrania      | 0   | 1     | 1      | 2     |
| 12   | Bielorrusia  | 0   | 1     | 0      | 1     |
| 12   | Bulgaria     | 0   | 1     | 0      | 1     |
| 12   | Grecia       | 0   | 1     | 0      | 1     |
| 12   | Reino Unido  | 0   | 1     | 0      | 1     |
| 16   | Turquía      | 0   | 0     | 1      | 1     |
|      | TOTAL        | 12  | 13    | 12     | 37    |